# Château de Francheville
Le château de Francheville est un ancien château fort, fondé au XIIe siècle, dont les ruines se dressent sur la commune de Francheville dans le département du Rhône en région Auvergne-Rhône-Alpes.
Les ruines du château font l’objet d’une inscription au titre des monuments historiques par arrêté du 12 juillet 1982.

## Situation
Les ruines du château de Francheville sont situées dans le sud du département français du Rhône sur la commune de Francheville, à l'ouest de Lyon, dans le bourg. Il domine de son rocher le vallon de l'Yzeron, position militaire privilégiée au carrefour de plusieurs routes, et notamment d'anciennes voies romaines.

## Histoire

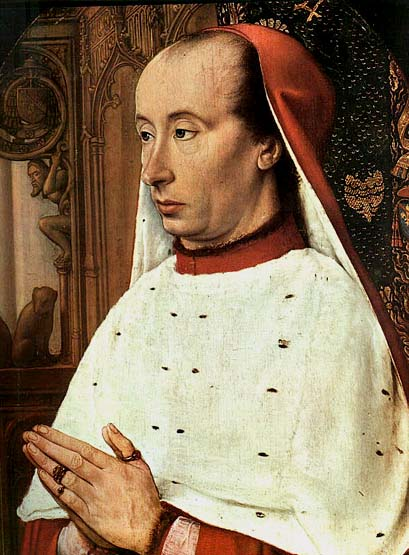
Charles de Bourbon, archevêque de Lyon

L'archevêque de Lyon Renaud de Forez fonde le Vieux Château à l'orée du XIIIe siècle entre 1175 et 1200 ; le fief est tenu par un châtelain nommé par les archevêques ; le mandement du château s'étend jusqu'à Oullins et Saint-Genis-Laval.

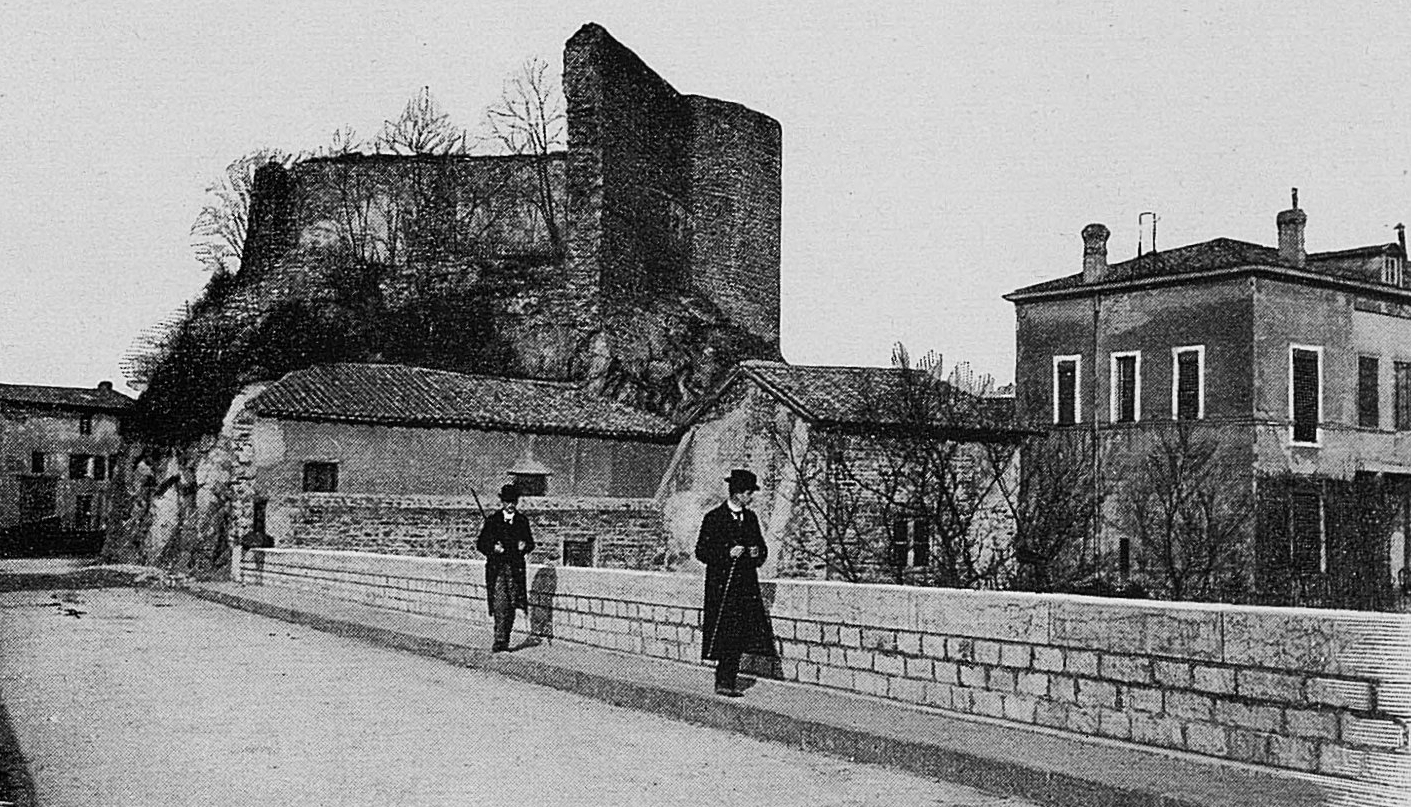
Le château entre 1901 et 1902

En 1476, Charles de Bourbon nomme Guillaume de Quincampoix châtelain de Francheville.
En 1514, une action en justice nous renseigne sur le mauvais état de la bâtisse ; « Le château n’a pas de pont-levis et il faut entrer par une échelle. La bretèche de la porte a chu. Les murailles sont en mauvais état, la porte et la toiture du donjon sont pourries. La tour servant de prison est en ruine; la chapelle, également en ruine, sert de fenière (grenier à foin). Le corps de logis est par terre depuis plusieurs années. La citerne du château n’est pas entretenue et se dégrade, comme d’ailleurs les murs du donjon du château ».
En 1884, il est question de détruire les restes du château, mais la demande faite par le maire ne sera pas suivie d'effet. À partir de 1990, des travaux de renforcement du socle rocheux sont entrepris.

## Description
« Le châter » ou « chaster » se présente comme une enceinte polygonale sur plan centré avec des murs de plus de deux mètres d'épaisseur.
Il ne subsiste du château primitif, construit vers 1200, qu'un donjon ruiné aux deux tiers, au sommet d'un escarpement rocheux. On distingue les ruines du mur est, une tour ouverte à la gorge, et à peu près la moitié des murs sud et nord.
L'ensemble est constitué de moellons de granit grossier de taille moyenne, le mortier étant formé d’agrégats de sable et de petits graviers. La hauteur des murs est comprise entre 6 et 8 mètres, à l'intérieur, mais ceux-ci dominent l’extérieur d’une dizaine de mètres ; leur épaisseur est d'environ 1 mètre dans les parties rectilignes et de 2 mètres au niveau de la tour. Une fenêtre, ainsi qu'une niche tapissée de briques, sont encore visibles.

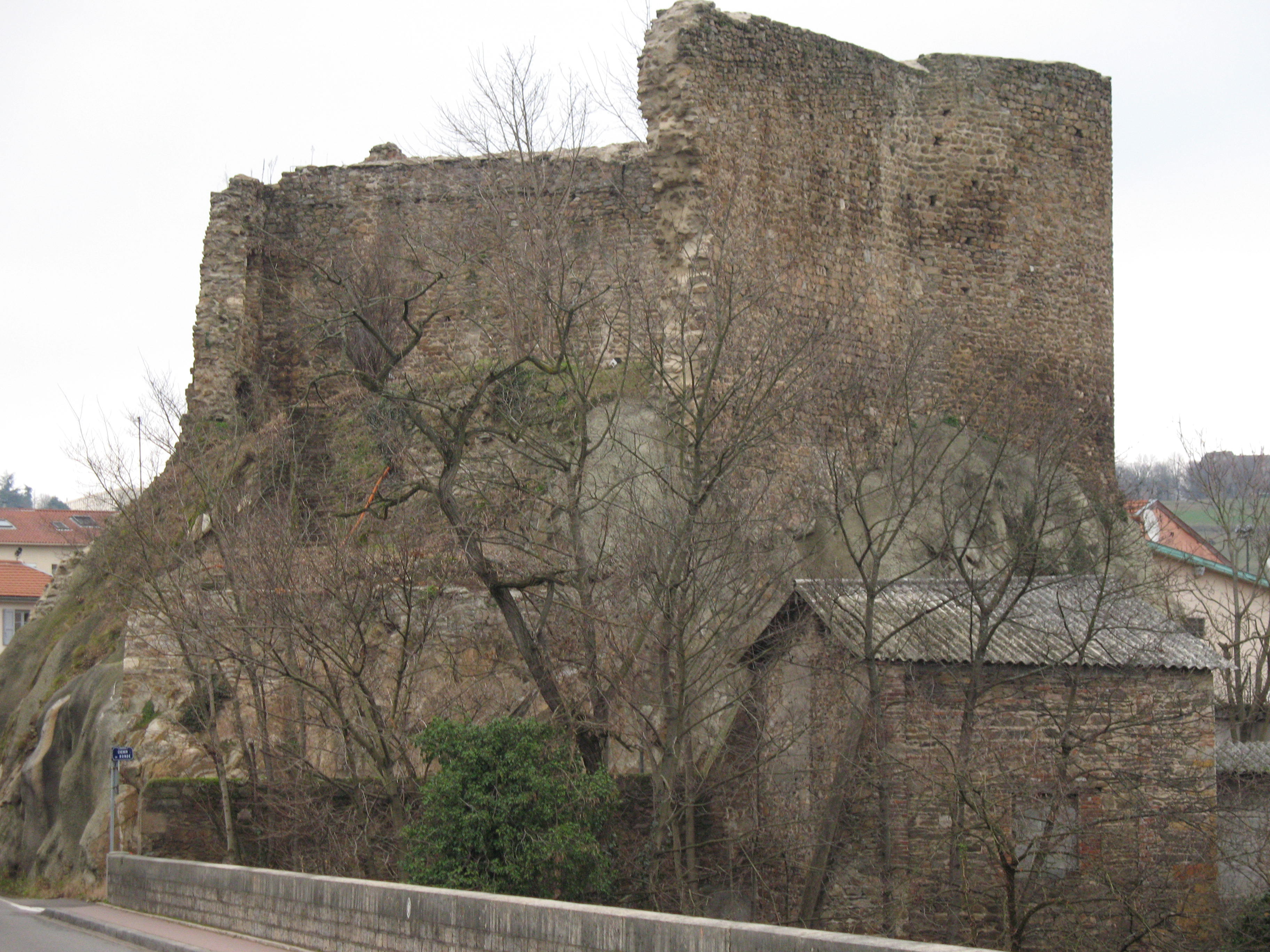
Vue depuis le pont sur l'Yzeron
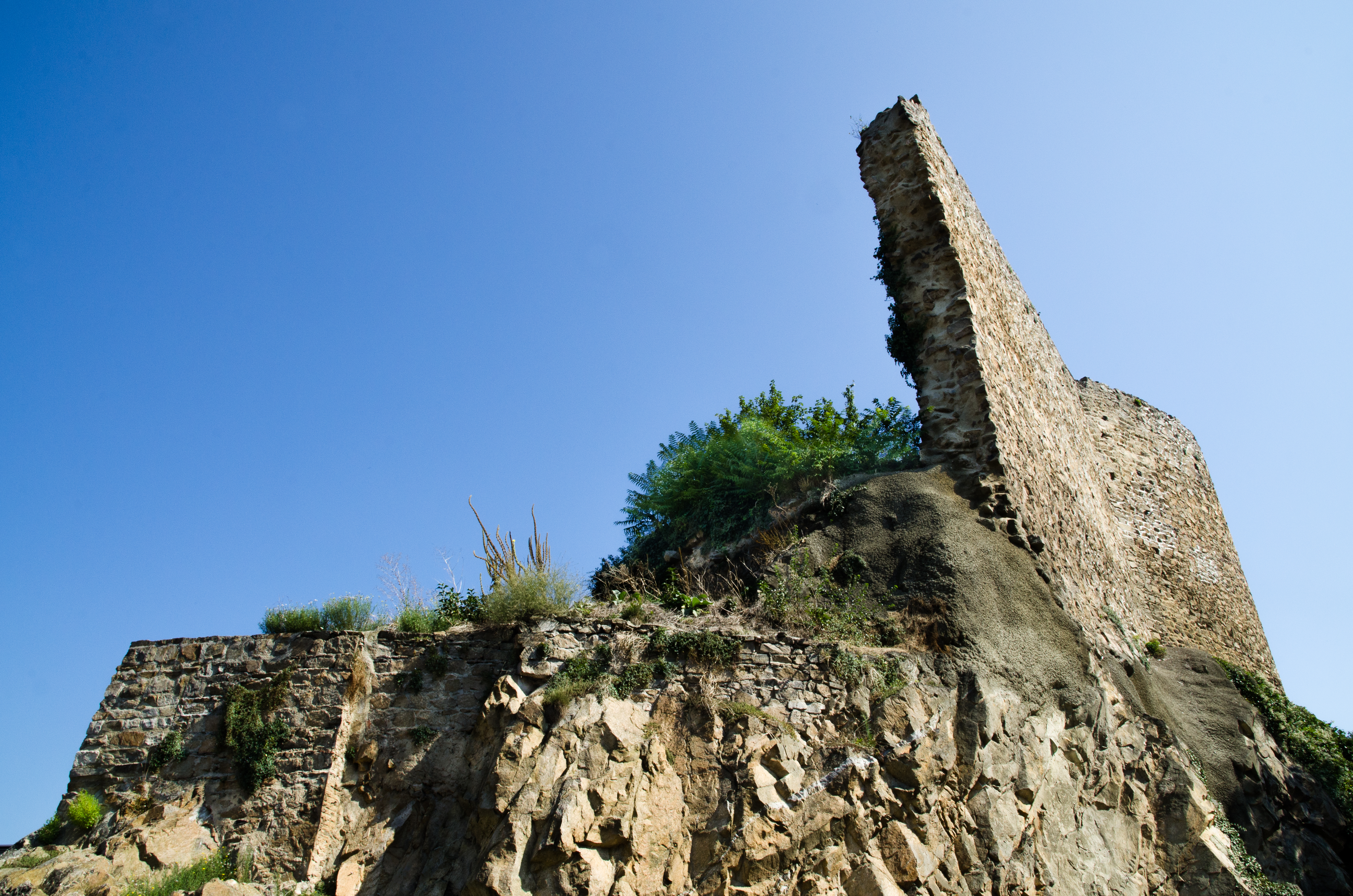
Pan de mur
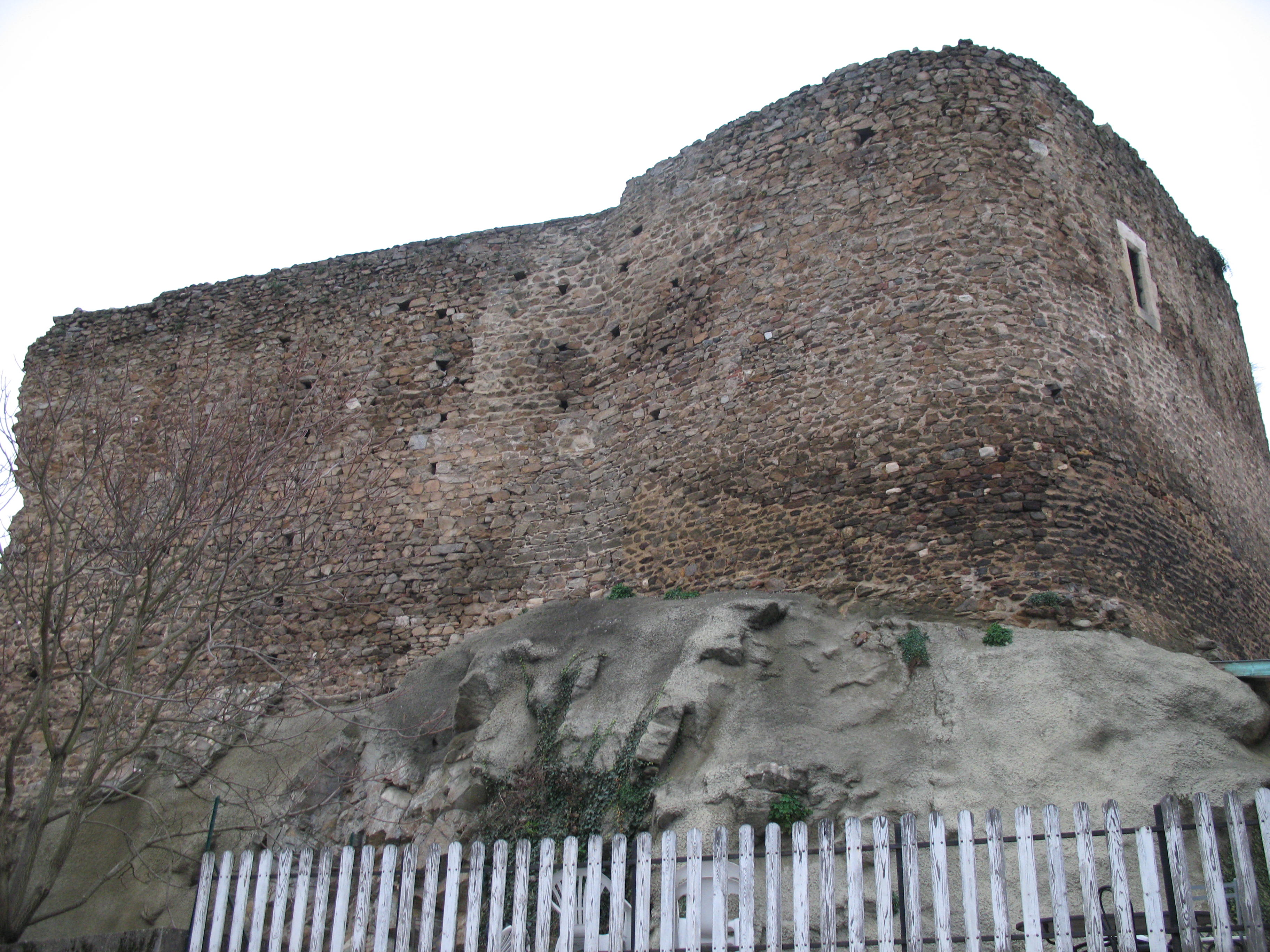
La tour et sa fenêtre.
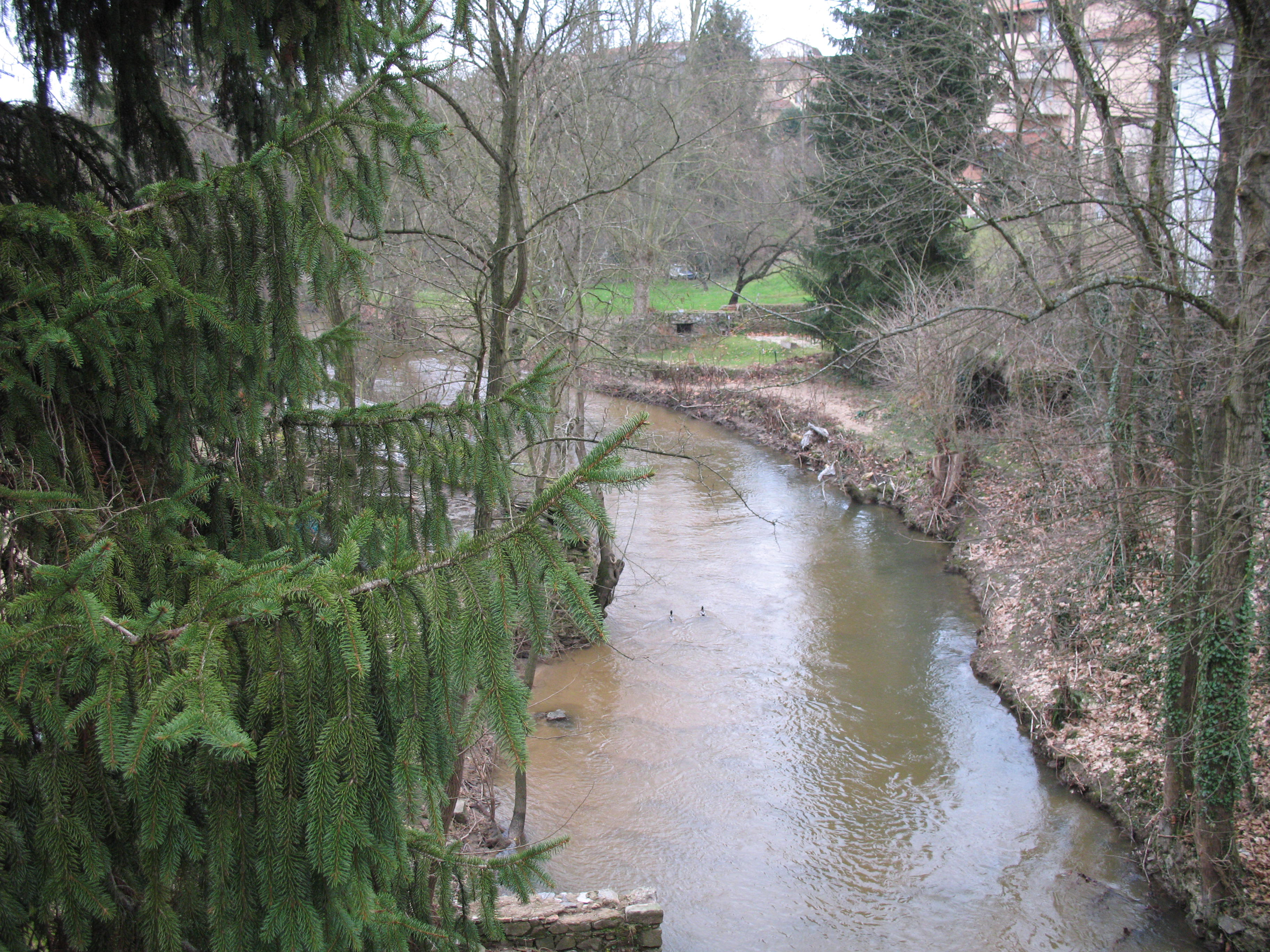
La rivière Yzeron au pied du château